# Географія Джерсі
49°11′24″ пн. ш. 2°06′36″ зх. д. / 49.190016666667° пн. ш. 2.11° зх. д.
Джерсі (Jèrri) — найбільший з Нормандських островів у західній частині Ла-Маншу. Він є частиною архіпелагу Британських островів. Його загальна площа становить 120 км2. Він лежить за 22 км від півострова Котантен у Нормандії, (Франція) та приблизно за 161 км від південного узбережжя Великої Британії.
Острів має берегову лінію протяжністю 70 км. Він не має сухопутного сполучення з іншими територіями і має спільні морські кордони з Гернсі на півночі та Францією на півдні та сході.
Джерсі є головним островом Бейлівіка Джерсі, який також складається з груп острівців Ле-Екрегаус, Ле-Міньєр, Ле-Діруй та Ле-П'єр-де-Лек.
Це дуже густонаселена територія, яка є 13-ю за густотою населення країною або територією. Близько 30 % населення острова зосереджено в парафії Сент-Гелієр, яка включає головне місто острова.

## Клімат
Джерсі має загалом м'який температурний та океанічний клімат. Середньодобова температура повітря за 2019 рік склала 12,79 °C — восьмий найтепліший рік з 1894 року. Рекордно найтеплішим був 2014 рік із середньодобовою температурою повітря 13,34 °C.
На Джерсі дуже мало екстремальних погодних явищ, однак регулярні спека та штормові періоди. Це може призвести до збою на всьому острові. Наприклад, у лютому 2020 року шторм «Кіара» призвів до закриття низки доріг.

## Фізична географія
Крім головного острова, бейлівік включає інші острівці та рифи без постійного населення: Ле Екрехус, Ле Мінк'є, Ле П'єр де Лек, Ле Діруй.
Найвища точка острова — Ле-Платон на північному узбережжі — 136 м над рівнем моря . Частини парафії Сент-Клемент на півдні раніше були нижче рівня моря, але будівництво дамби та заповнення низин, ймовірно, залишило лише кілька ділянок землі нижче середнього рівня моря. Місцевість, як правило, низинна на південному узбережжі, з деякими скелястими мисами, які поступово піднімаються до крутих скель уздовж північного узбережжя. На західному узбережжі є піщані дюни. Через острів з півночі на південь проходять невеликі долини. Дуже великі коливання припливів і відпливів оголюють великі простори піску та каміння на південний схід під час відпливу.

### Природні ресурси

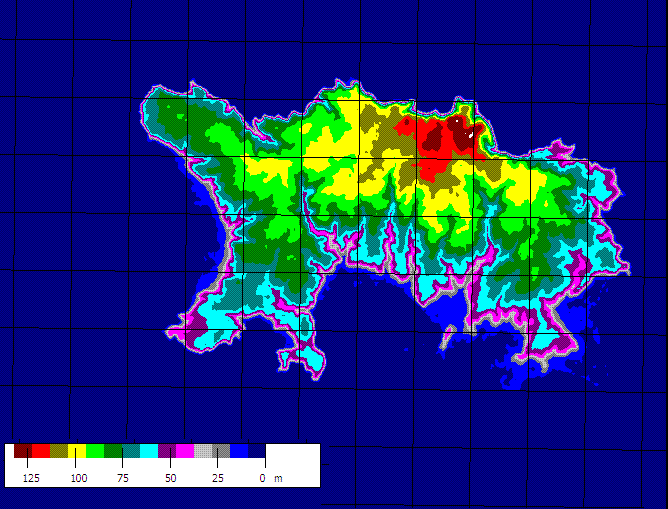
Зображення топографічного рельєфу

66 % землі острова є орними землями, а решта 34 % використовуються для інших цілей.
Нормандські острови розташовані в зоні з великим діапазоном припливів. Розвиток енергії припливів і відливів на архіпелазі припускали давно. Дослідження показують, що основні місця для розвитку припливної енергії будуть розташовані в Бейлівіку Гернсі, особливо в Олдерні Рейс, який потенційно може виробляти до 5,10 ГВт енергії.

## Географія людини
Населення Джерсі становить 107 800 осіб, а щільність населення становить приблизно 917 осіб на квадратний кілометр. Населення розподілено по дванадцяти парафіях Джерсі, причому більшість населення зосереджено в семи південних парафіях.
За межами міста земля здебільшого розділена на невеликі ділянки, на відміну від великих полів у Великій Британії чи на європейському континенті. Ця структура поділу землі має давню історію на острові.

### Населені пункти
Географія поселень Джерсі завжди була розсіяна по всьому острову, хоча в минулому населення було набагато меншим. У 19 столітті Джерсі не мав тенденції до села або централізованого поселення, за винятком зростаючого міста Сент-Гелієр. На карті Річмонда 1795 року земля виглядає «надмірно розділеною» на невеликі ділянки, і навіть навколо парафіяльних церков будинки розташовані не щільніше, ніж деінде.
Джерсі можна визначити як міський острів. Острів фактично функціонує як єдина агломерація, що складається з міського ядра, передмість і приміських сільських громад.
Найбільшим поселенням є місто Сент-Гелієр, де також розташована резиденція уряду острова. Місто складається із забудованого району південного Сент-Гелієра, включаючи Першу вежу, і деяких прилеглих частин Сент-Савійор і Сент-Клемент, таких як Джорджтаун. Місто є центральним діловим районом, у якому розташована велика частина роздрібної торгівлі та робочих місць острова, наприклад фінансова індустрія.
Основні приміські райони Сент-Гелієра складаються з району П'яти Дубів у Сент-Сейвіорі та забудови вздовж узбережжя, переважно вздовж головних доріг на схід і захід від міста. Південне та східне узбережжя від Сент-Обена до Горі значною мірою урбанізовані, лише з невеликими прогалинами в їхньому розвитку, як-от Королівське поле для гольфу в Грувілі.
За межами міста багато жителів острова живуть у селах і сільських поселеннях, і навіть сільські райони острова мають значну забудову (навіть Сен-Уен, найменш густонаселена парафія, має щільність 270 осіб на квадратний кілометр). Найпомітнішою приміською забудовою є район Les Quennevais, де розташовано невеликий квартал із магазинами, парком і центром відпочинку. Багато людей у цих громадах регулярно їздять до Сент-Гелієра для роботи та відпочинку.

### Політична географія
Бейлівік Джерсі є залежною територією Британської корони. Вона самоврядна зі своїм власним законодавчим органом, Асамблеєю штатів та урядом. Це суверенна територія Корони, а не частина Сполученого Королівства, однак Велика Британія несе міжнародну відповідальність за Джерсі.
Джерсі є частиною Британсько-ірландської ради, яка складається з національних урядів кожної з країн і залежних територій на Британських островах. Джерсі не є ані членом ООН, ані Європейського Союзу .
Острів поділений на дванадцять адміністративних регіонів, відомих як парафії, найбільший з яких — Сент-Уен, а найменший — Сент-Клемент.

### Економічна географія
Джерсі має високорозвинену економіку, що базується на міжнародних фінансових і юридичних послугах, на частку яких у 2010 році припадало 40,5 % загальної ВДВ . Її валовий національний дохід на душу населення є одним з найвищих у світі. Деякі критикували острів як податкову гавань, оскільки він приваблює депозити від клієнтів за межами острова, які прагнуть знизити податки. Однак фінансовий сектор Джерсі заперечує це твердження. Інші важливі сектори економіки Джерсі включають будівництво, роздрібну та оптову торгівлю, сільське господарство та туризм.